# مورس ميل (ميزوري)

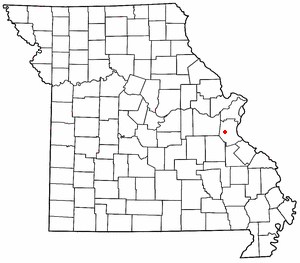
مورس ميل، ميزوري

مورس ميل (بالإنجليزية: Morse Mill)‏ هي إحدى المجتمعات الفردية (غير مصنفة) في ولاية ميزوري في الولايات المتحدة الأمريكية. يعمل مكتب بريد يسمى مورس ميل منذ عام 1859. تمت تسمية المجتمع على اسم جون هـ.مورس ، المالك وأحد السكان المحليين .